# Будинок сецесіону
Виставковий павільйон Віденської сецесії — Будинок сецесіону, часто званий «Сецесіоном», був побудований в 1897—1898 роках, архітектор — Йозеф Ольбріх. Це одна з найвідоміших архітектурних пам'яток австрійського модерну, відомого також як «Сецесіон».
Місто надало безкоштовно лише земельну ділянку, а будівництво велося коштом самих художників. Уряд намагався художньо упорядкувати квартал поблизу площі Карлсплац, а митці бажали мати приміщення для виставок і реклами своїх творів. Але ці плани, як і план облаштувати алеї між церквою Карлськірхе (нім. Karlskirche) і Будинком сецесіону, не були реалізовані.
Формально завдяки своєму золотому (з позолоченої бронзи) куполу, який отримав у народі назву «капустяний качан», нова будівля доповнює церкву Карлськірхе.
Під куполом розташовується вибитий золотом девіз Сецесіону: «Кожному часу — його мистецтво, мистецтву — його свободу» (нім. Der Zeit ihre Kunst. Der Kunst ihre Freiheit). Під написом розташовані скульптури трьох горгон, що символізують живопис, скульптуру та архітектуру.
Ліворуч вхідних дверей розмістився другий девіз «Ver Sacrum» (Свята весна), який відображав надії на новий розквіт мистецтва.

## Галерея

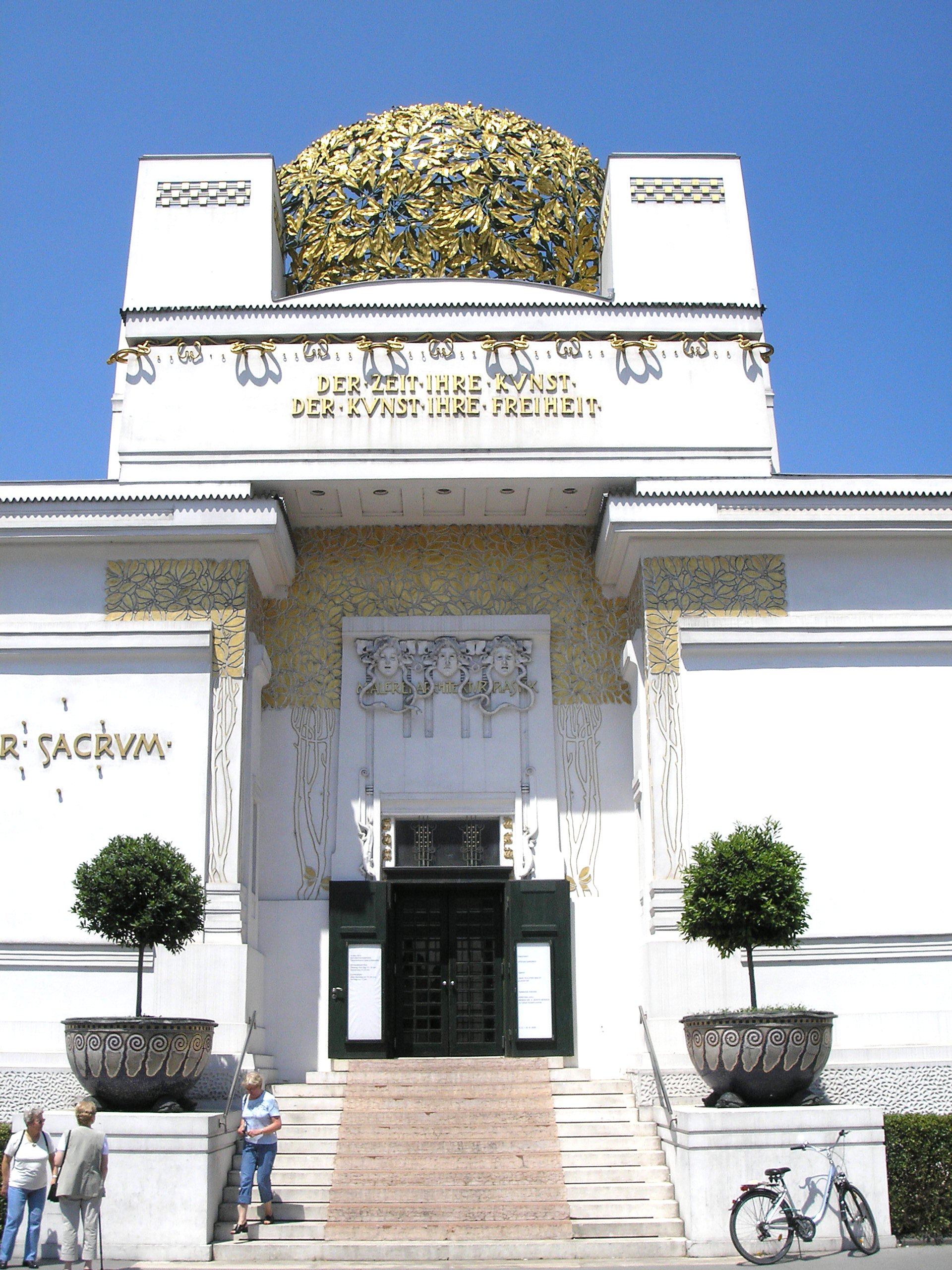
Вхід до Будинку сецесіону
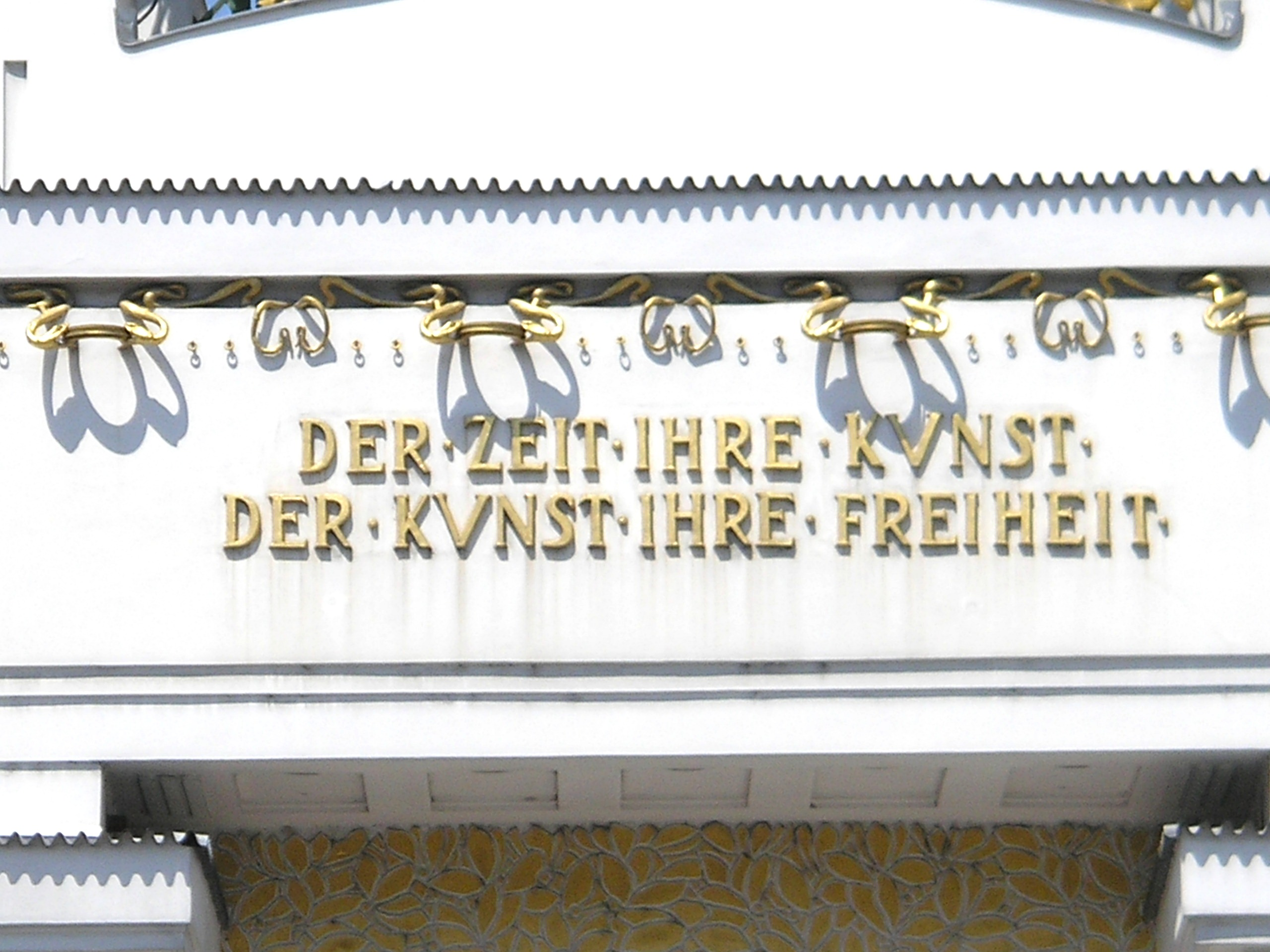
«Кожному часу — його мистецтво, мистецтву — його свободу»
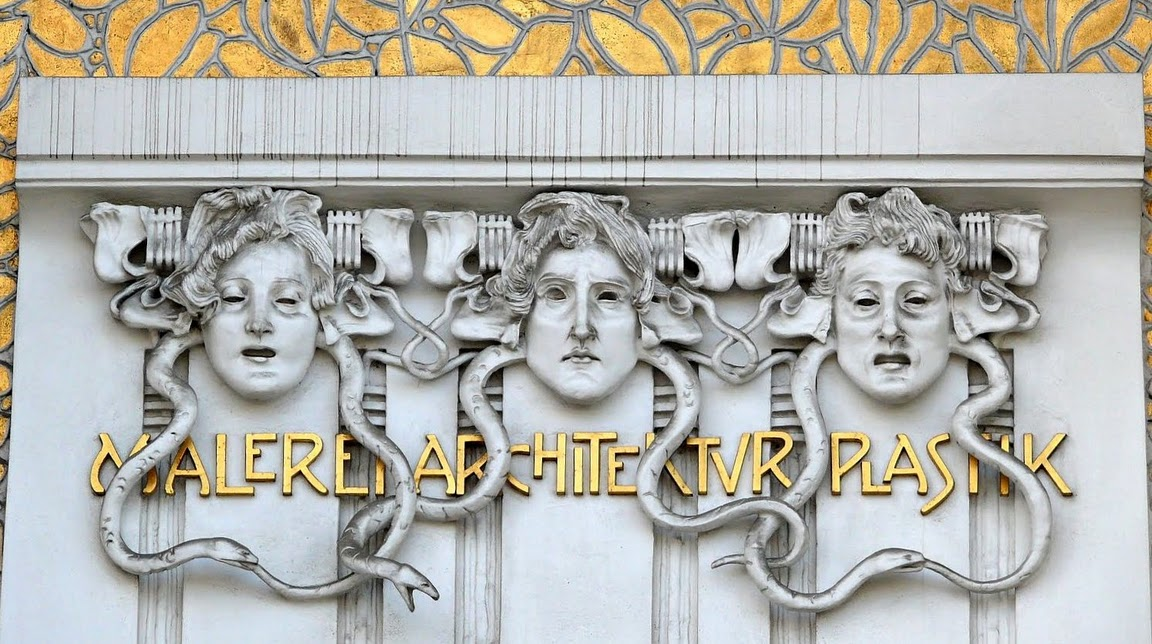
Живопис, скульптура та архітектура
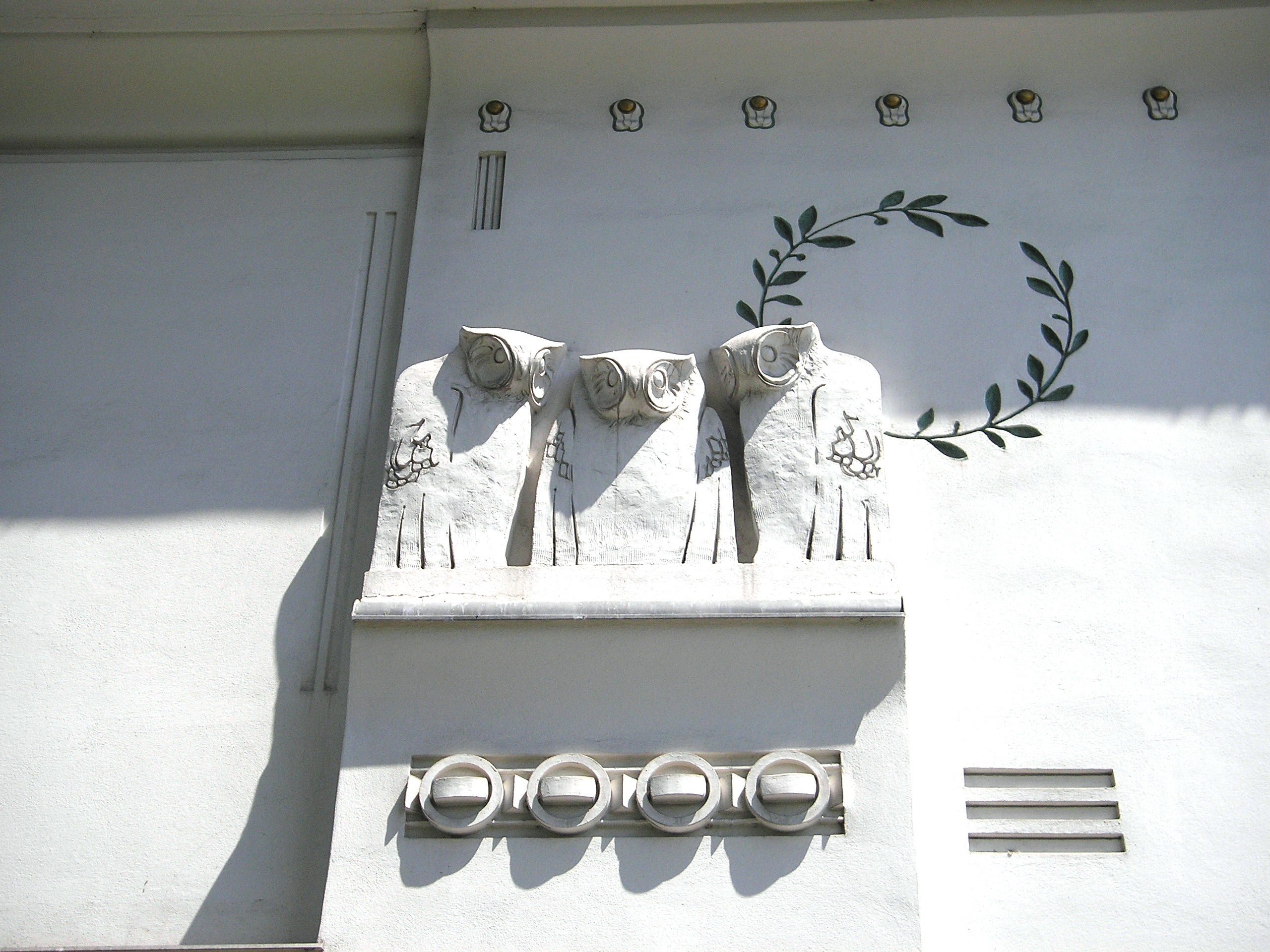
Три сови на південному фасаді

## Додатково

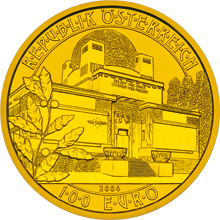
Будинок сецесіону на пам'ятній монеті €100

- Будинок сецесіону став головним мотивом для пам'ятної золотої монети номіналом 100 євро, випущеної в Австрії в листопаді 2004 року[3].
- Будівля також зображена на звичайній австрійській монеті €0.50.